# Semond
Semond település Franciaországban, Côte-d’Or megyében. Lakosainak száma 31 fő (2022. január 1.). Semond Magny-Lambert, Brémur-et-Vaurois, Chemin-d’Aisey, Saint-Marc-sur-Seine, Villaines-en-Duesmois és Aisey-sur-Seine községekkel határos.

## Népesség
A település népessége az elmúlt években az alábbi módon változott:
| Lakosok száma | 74   | 55   | 64   | 31   | 31   | 25   | 23   | 26   | 28   | 31   |
|               | 1968 | 1982 | 1990 | 2006 | 2013 | 2015 | 2017 | 2019 | 2020 | 2022 |